# Milsons Passage
Milsons Passage är en del av en befolkad plats i Australien. Den ligger i kommunen Hornsby Shire och delstaten New South Wales, i den sydöstra delen av landet, omkring 38 kilometer norr om delstatshuvudstaden Sydney. Antalet invånare är 112.
Närmaste större samhälle är Umina, omkring 13 kilometer öster om Milsons Passage. 
I omgivningarna runt Milsons Passage växer i huvudsak städsegrön lövskog. Genomsnittlig årsnederbörd är 1 380 millimeter. Den regnigaste månaden är februari, med i genomsnitt 200 mm nederbörd, och den torraste är juli, med 36 mm nederbörd.